# Fuhanken sanchisei
 (septembre 2016).

Provinces du Japon en 1867, avant les réformes.

Le Fuhanken Sanchisei (府藩県三治制, « système de gouvernance tripartite fu, han et ken ») est une réorganisation administrative entreprise par le gouvernement de Meiji en 1868, pendant la chute du shogunat Tokugawa et la guerre de Boshin. Sur une période de quatre ans, les anciennes provinces du Japon sont catégorisées en trois juridictions différentes : préfectures urbaines (府, fu), daimyo de domaines (藩, han) et préfectures rurales (県, ken). Cette réforme, parmi d'autres introduites lors de l'abolition du système han en juillet 1871, amène la formation de 45 des 47 actuelles préfectures du Japon.
Plusieurs des préfectures actuelles existantes au Japon sont créées dans leurs formes actuelles à cette époque : préfecture de Nagasaki, préfecture d'Osaka, préfecture de Nara, préfecture de Shiga (sous le nom Ōtsu-ken) et préfecture de Niigata (sans l'addition de l'île de Sado en 1876).

## Contexte
À la fin de la période Asuka, le système Kokugunri (国郡里制, Kokugunri-sei) et le code de Taihō sont promulgués en 701 et 702. Ces lois répartissent les régions du Japon en différents domaines, en utilisant la terminologie de la dynastie Tang en raison de l'influence confucéenne au Japon. Cela entraîne la création des provinces (国, kuni), elles-mêmes divisées en  districts (郡, gun, kōri). Hormis les zones autour de la capitale Nara (région du Kansai), le Japon est organisé en grandes régions appelées circuits (道, dō).
Au cours du shogunat Tokugawa, les terres sont contrôlées par les clans individuels et régies par un daimyo, territoires appelés han. Chaque han est un État indépendant avec ses propres lois. En 1866, le domaine de Satsuma et le domaine de Chōshū forment l'alliance Satchō afin de renverser le shogunat Tokugawa et de renforcer les pouvoirs de l'empereur. Cette entreprise réussit et entraîne le début de la guerre de Boshin et de la restauration de Meiji. Edo, la capitale des Tokugawa, tombe en mai 1868, amenant la création du gouvernement de Meiji qui prend en charge le pays.

## Histoire
En juin 1868 est proclamée une constitution provisoire appelée Seitaisho (政体書), rédigée par Fukuoka Takachika et Soejima Taneomi, qui établit l'administration centrale au Japon sous le gouvernement de Meiji. La loi dissout les palais de justice de l'ère des Tokugawa et crée des gouverneurs préfectoraux contrôlés par le gouvernement et appelés chifuji (知府事) et chikenji (知県事). Toutes les autres zones encore sous le pouvoir d'un daimyo, les anciens han, sont laissés comme ils sont sans aucun changement de structure et avec leur système judiciaire indépendant.
Le 14 juin 1868, Hakodate-fu et Kyoto-fu sont établies comme les deux premières préfectures en vertu des nouvelles modifications. À l'époque, les forces de l'armée gouvernementale impériales combattent la république d'Ezo à la bataille de Hakodate, et en dépit de la proclamation, la ville de Hakodate n'est pas encore tombée. À la fin du mois de juin, 11 préfectures ont été créées, dont Edo-fu.
En juillet et août 1869 lors de l'abolition du système han, le gouvernement promulgue le hanseki hōkan aux han restants, leur demandant de retourner volontairement leurs domaines et plus tard en reçoivent l'ordre par la cour, sous la menace d'une action militaire. Les daimyo qui acceptent sont nommés chihanji (知藩事, « gouverneur de domaine »), qui doivent suivre les lois et instructions du gouvernement central.
Beaucoup des territoires devenus les premières préfectures, sont confisqués aux domaines ayant participé à la guerre de Boshin, en particulier les domaines qui font partie de l'alliance Ōuetsu Reppan Dōmei.
Les zones de la région du Kantō ne reçoivent d'abord pas de nom et suffixes de préfecture en propre, même si des fonctionnaires officiels ont été nommés pour cette zone.

### Création des préfectures urbaines
Lorsque les suffixes des préfectures sont d'abord créés, le Seitaisho (constitution provisoire) proclame que toutes les zones avec un jōdai (ja) (gardien de château), à savoir Osaka, Sunpu et Kyoto, le shoshidai ou un bugyō recevront le suffixe préfectoral fu tandis que toutes les autres zones seront nommées ken. Les deux premières préfectures urbaines (府, fu) sont créées le 14 juin 1868 : Kyoto-fu et Hakodate-fu. À la fin de 1868, dix fu sont d'ores et déjà en place : Kyoto, Hakodate, Osaka, Nagasaki, Edo (plus tard Tokyo), Kanagawa, Watarai, Nara, Echigo (later Niigata) et Kōfu. En raison de certaines préfectures qui gagnent des terres non-urbaines ou sont fusionnées dans d'autres territoires, il en reste trois en 1869 : Kyoto-fu, Osaka et Tokyo-fu-fu. Cette situation perdure jusqu'en 1943, quand Tokyo-fu et Tokyo-shi sont fusionnées pour former Tokyo-to.

## Noms et juridictions
La convention est de nommer les préfectures et les han après l'emplacement de leurs bureaux préfectoraux. Cependant, ce choix conduit parfois à des confusions de nom, avec des bureaux non centralisés ou situés dans les enclaves. Par exemple, Nirayama-ken est nommé d'après Nirayama sur la péninsule d'Izu, mais administre des parties de  Shizuoka, Yamanashi, Tokyo, Kanagawa et Saitama. Beaucoup de préfectures sont fusionnées pour l'efficacité de l'administration, mais en octobre et novembre 1871 lors de l'abolition des han, la plupart sont réorganisées sous une forme complètement différente.

## Préfectures créées
Les préfectures énumérées ci-dessous sont toutes créées avant l'abolition du système han. L'abolition n'est enregistrée que si elle est entrée en vigueur avant le 29 août 1871.

### HokkaidoetTohoku
| Région                 | Création          | Abolition                                    | Notes |
| ---------------------- | ----------------- | -------------------------------------------- | --- |
| Hakodate-fu            | 14 juin 1868      | 15 août 1869                                 | Élargi dans Hakodate-ken le 8 février 1882, intègre Hokkaido le 26 janvier 1886.                                                                             |
| Wakamatsu-ken (若松県) | 13 juin 1869      |                                              | |
| Mono'u-ken (桃生県)    | 27 août 1869      | 22 octobre 1870                              | Renommé Ishinomaki-ken (石巻県) le 18 septembre 1869. Absorbé dans Fukushima.                                                                                |
| Fukushima-ken          | 27 août 1869      |                                              | |
| Sakata-ken             | 2 septembre 1869  | 17 octobre 1870                              | Absorbé dans Yamagata. |
| Kunohe-ken (九戸県)    | 12 septembre 1869 | 30 décembre 1869                             | Renommé Hachinohe-ken (八戸県) du 17 au 23 octobre 1869, jusqu'à ce que la zone soit redessinée et fusionnée dans Sannohe-ken (三戸県). Absorbé dans Esashi. |
| Tome-ken (登米県)      | 12 septembre 1869 |                                              | |
| Esashi-ken (江刺県)    | 12 septembre 1869 |                                              | |
| Shiroishi-ken (白石県) | 12 septembre 1869 | Fusionné avec Kakudale 23 décembre 1869.     | |
| Shirakawa-ken (白河県) | 12 septembre 1869 |                                              | |
| Isawa-ken (胆沢県)     | 17 septembre 1869 |                                              | |
| Morioka-ken (盛岡県)   | 10 juillet 1870   | Créé après l'abolition du domaine de Morioka | |

Après que les daimyo des domaines du nord ont été déchus de leur statut social après la guerre de Boshin, les préfectures suivantes sont créées. Il s'agit principalement de création nominales et elles ne fonctionnent pas comme entités propres
| Région                | Création        | Abolition         | Notes |
| --------------------- | --------------- | ----------------- | --- |
| Hanamaki-ken (花巻県) | 19 janvier 1869 | 23 septembre 1869 | Zones des anciens domaines de Morioka et Sendai administrées par le domaine de Matsumoto. Absorbé dans Esashi.                              |
| Morioka-ken           | 19 janvier 1869 | 12 septembre 1869 | Zone de l'ancien domaine de Morioka administrée par le domaine de Matsushiro. Absorbée dans Esashi. (différent du Morioka-ken créé en 1870) |
| Wakuya-ken (涌谷県)   | 19 janvier 1869 | 12 septembre 1869 | Zone de l'ancien domaine de Morioka administrée par le domaine de Tsuchiura. Absorbée dans Tome.                                            |
| Kōri-ken (桑折県)     | 19 janvier 1869 | 27 août 1869      | Anciennes parties de différents domaines, administrées par le domaine de Sōma.                                                              |
| Kurihara-ken (栗原県) | 4 février 1869  | 12 septembre 1869 | Ancien domaine de Sendai administré par le domaine d'Utsunomiya. Absorbé dans Isawa.                                                        |
| Hokuō-ken (北奥県)    | 30 mars 1869    | 12 septembre 1869 | Ancien domaine de Morioka administré par le domaine de Kurohane. Absorbé dans Kunohe.                                                       |
| Isawa-ken (伊沢県)    | 11 avril 1869   | 23 septembre 1869 | Anciens domaines de Morioka, Sendai et Ichinoseki administrés par le domaine de Maebashi. Absorbé dans Isawa (胆沢).                        |

### Région de Kantō
| Région                                | Création          | Abolition                                                                                    | Notes                                         |
| ------------------------------------- | ----------------- | -------------------------------------------------------------------------------------------- | --------------------------------------------- |
| Edo-fu (江戸府)                       | 30 juin 1868      |                                                                                              | Renommé Tōkyō-fu (東京府) le 3 septembre 1868 |
| Kanagawa-fu (神奈川府)                | 5 août 1868       | Renommé avec son nom actuel Kanagawa-ken (神奈川県) le 5 novembre 1868                       |                                               |
| Iwahana-ken (岩鼻県)                  | 5 août 1868       |                                                                                              |                                               |
| Musashi Chikenji (武蔵知県事)         | 7 aout 1868       | Renommé Ōmiya-ken (大宮県) le 10 mars 1869. Divisé en Urawa-ken (浦和県) le 2 novembre 1869. |                                               |
| Musashi Chikenji (武蔵知県事)         | 17 août 1868      | Divisé en Shinagawa-ken (品川県) le 21 mars 1869.                                            |                                               |
| Musashi Chikenji (武蔵知県事)         | 27 août 1868      | Divisé en Kosuge-ken (小菅県) le 23 février 1869.                                            |                                               |
| Hitachi Chikenji (常陸知県事)         | 15 août 1868      | Renommé Wakamori-ken (若森県) le 21 mars 1869.                                               |                                               |
| Kazusa Awa Chikenshi (安房上総知県事) | 19 août 1868      | Renommé Miyazaku-ken (宮谷県) le 21 mars 1869.                                               |                                               |
| Shimōsa Chikenji (下総知県事)         | 23 septembre 1868 | Renommé Katsushika-ken (葛飾県) le 23 février 1868                                           |                                               |
| Mooka Chikenji (真岡知県事)           | 12 juillet 1868   | Fusionne dans Nikkō-ken (日光県) le 27 mars 1869.                                            |                                               |

### Région du Chūbu
| Région                             | Création          | Abolition                                                                                                | Notes |
| ---------------------------------- | ----------------- | --- | --- |
| Kasamatsu-ken (笠松県)             | 15 juin 1868      | | Partie méridionale de Gifu |
| Hida-ken (飛騨県)                  | 12 juillet 1868   | Renommé Takayama-ken (高山県) le 21 juillet 1868                                                         | |
| Echigo-fu (越後府) (premier)       | 18 juillet 1868   | 3 septembre 1869                                                                                         | Renommé Niigata-fu le 5 novembre 1868. Renommé Niigata-ken (premier) le 3 avril 1869. |
| Mikawa-ken (三河県)                | 28 juillet 1868   | 1er août 1869                                                                                            | Absorbé dans Ina en 1869. |
| Nirayama-ken (韮山県)              | 17 août 1868      | | |
| Kashiwayama-ken (柏崎県) (premier) | 13 septembre 1868 | 18 décembre 1869                                                                                         | Séparé de Echigo-fu, plus tard ajouté à Niigata-fu. |
| Ina-ken (伊那県)                   | 17 septembre 1868 | | Renommé préfecture de Nagano en 1870. |
| Sado-ken (佐渡県)                  | 17 octobre 1868   | | Incorporé dans Niigata-fu le 18 décembre 1868. Durant la séparation d'avec Echigo-fu intervenue le 30 août 1869, redevient une préfecture. Renommé Aikawa-ken (相川県) en 1871, fusionnée dans la préfecture de Niigata en 1876. |
| Fuchū-ken (府中県)                 | 19 octobre 1868   | 11 décembre 1869                                                                                         | Fusionné dans Kai-fu |
| Ichikawa-ken (市川県)              | 19 octobre 1868   | 11 décembre 1869                                                                                         | Fusionné dans Kai-fu |
| Isawa-ken (石和県)                 | 19 octobre 1868   | 11 décembre 1869                                                                                         | Fusionné dans Kai-fu |
| Kai-fu (甲斐府)                    | 11 décembre 1868  | | Renommé Kai-ken le 27 août 1868. Renommé préfecture de Yamanashi rn 1871. |
| Echigo-fu (second)                 | 20 mars 1869      | 3 septembre 1869                                                                                         | Recréé après la séparation d'avec Niigata-fu. |
| Suibara-ken (水原県)               | 3 septembre 1869  | | Créé après avoir rejoint Echigo-fu et Niigata-ken. Fusionné et renommé préfecture de Niigata (deuxième) le 7 avril 1870. |
| Kashiwayama-ken (second)           | 30 septembre 1869 | Recréé après la séparation d'avec Suibara-ken.                                                           | |
| Nakano-ken (中野県)                | 11 octobre 1870   | Créé après la séparation d'avec Ina. Limites redessinées et renommé préfecture de Nagano le 8 août 1871. | |
| Hombo-ken (本保県)                 | 11 février 1871   | | |

### Région du Kansai
| Région                  | Création          | Abolition                                                                        | Notes |
| ----------------------- | ----------------- | -------------------------------------------------------------------------------- | --- |
| Kyoto-fu                | 14 juin 1868      |                                                                                  | |
| Ōtsu-ken (大津県)       | 15 juin 1868      | Renommé Shiga en 1872.                                                           | |
| Osaka-fu                | 21 juin 1868      |                                                                                  | |
| Kumihama-ken (久美浜県) | 28 juin 1868      | Zones réparties dans Ikuno-ken en 1869, fusionnée dans Toyooka-ken en 1871.      | |
| Nara-ken                | 8 juillet 1868    | Renommé Nara-fu le 15 septembre 1868. Le nom redevient Nara-ken le 24 août 1869. | |
| Hyōgo-ken               | 12 juillet 1868   |                                                                                  | |
| Sakai-ken (堺県)        | 10 août 1868      | Fusionné dans Osaka-fu en 1881.                                                  | |
| Watarai-fu (度会府)     | 23 août 1868      | Renommé Watari-ken le 24 août 1869.                                              | |
| Settsu-ken (摂津県)     | 2 mars 1869       | 7 septembre 1869                                                                 | Renommé Toyosaki-ken (豊崎県) le 19 juin 1869. Merged into Hyōgo-ken in 1869, later merged into Osaka-fu in 1871. |
| Kawachi-ken (河内県)    | 2 mars 1869       | 7 septembre 1869                                                                 | Fusionné dans Sakai-ken.                                                                                          |
| Ikuno-ken (生野県)      | 15 septembre 1869 |                                                                                  | |
| Gojō-ken (五條県)       | 28 mars 1870      |                                                                                  | |

### Région de Chūgoku,Shikoku
| Région                 | Création        | Abolition | Notes                                                                              |
| ---------------------- | --------------- | --- | ---------------------------------------------------------------------------------- |
| Kurashiki-ken (倉敷県) | 15 juillet 1868 | | Réparti entre Fukatsu-ken, Hiroshima-ken et Tsuyama-ken (de nos jours Kagawa-ken). |
| Oki-ken (隠岐県)       | 6 avril 1869    | Territoire réarrangé dans Ōmori-ken (大森県) le 7 septembre 1869. De nouveau réarrangé dans Hamada-ken (浜田県) le 9 février 1870. |                                                                                    |

### Kyushu
| Région                | Création     | Abolition       | Notes                                                                       |
| --------------------- | ------------ | --------------- | --------------------------------------------------------------------------- |
| Tomioka-ken (富岡県)  | 15 juin 1868 | 14 octobre 1868 | Renommé Amakusa-ken (天草県) le 29 juillet 1868. Fusionné dans Nagasaki-fu. |
| Hita-ken (日田県)     | 15 juin 1868 |                 |                                                                             |
| Tomidaka-ken (富高県) | 15 juin 1868 | 2 octobre 1868  | Fusionné dans Hita-ken.                                                     |
| Nagasaki-fu           | 23 juin 1868 |                 | Renommé Nagasaki-ken le 28 juillet 1869.                                    |